# Kal Star Aviation
Kalstar Aviation est une compagnie aérienne basée à Serpong en Indonésie.

## Destinations

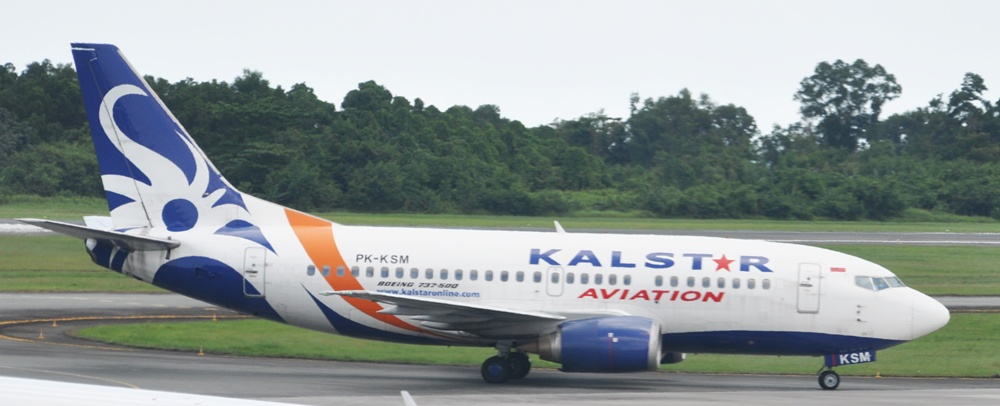
Un Boeing 737-500 de Kal Star sur l'aéroport international Sultan Aji Muhamad Sulaiman de Balikpapan

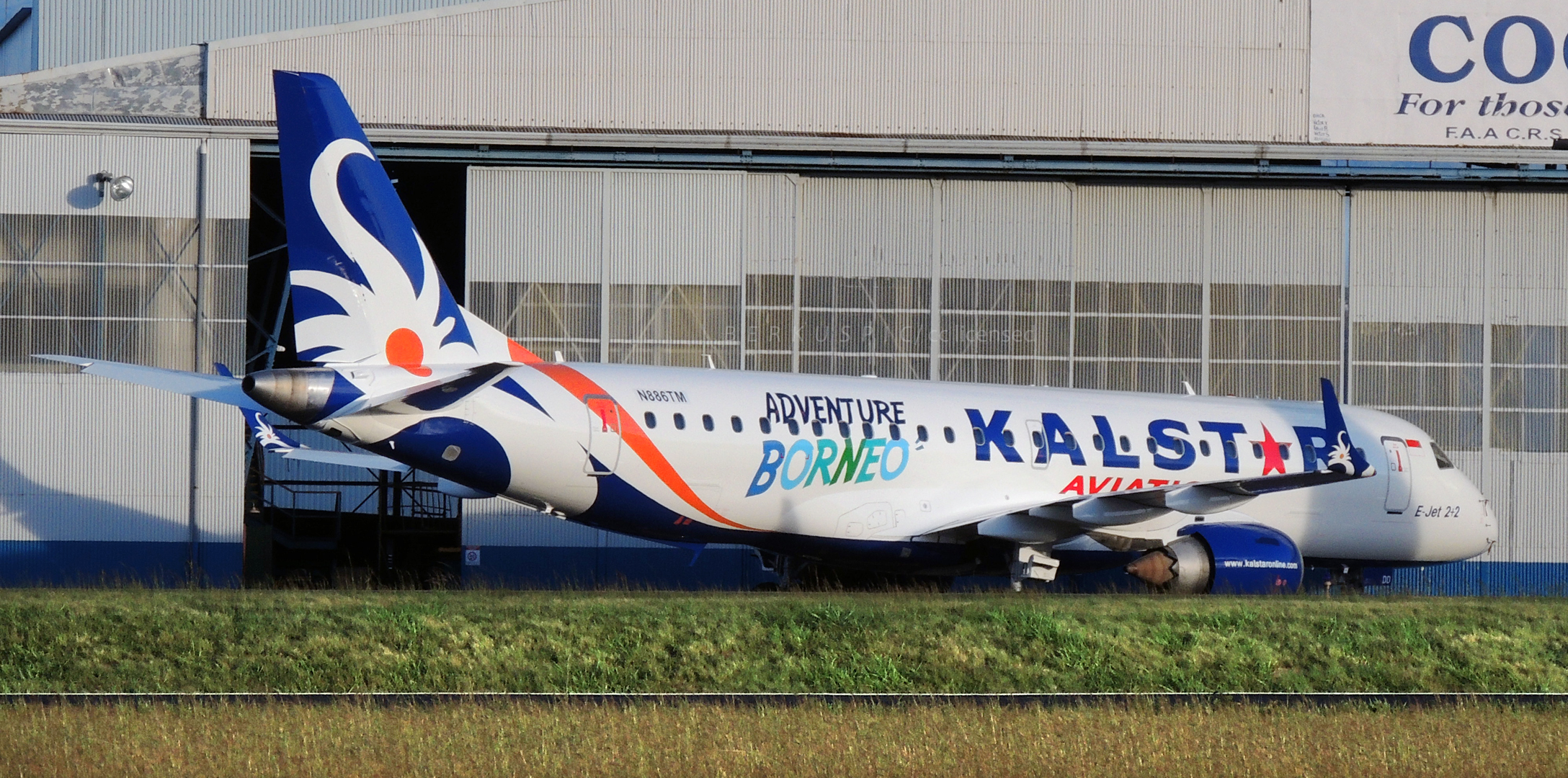
Un Embraer 190 de Kalstar

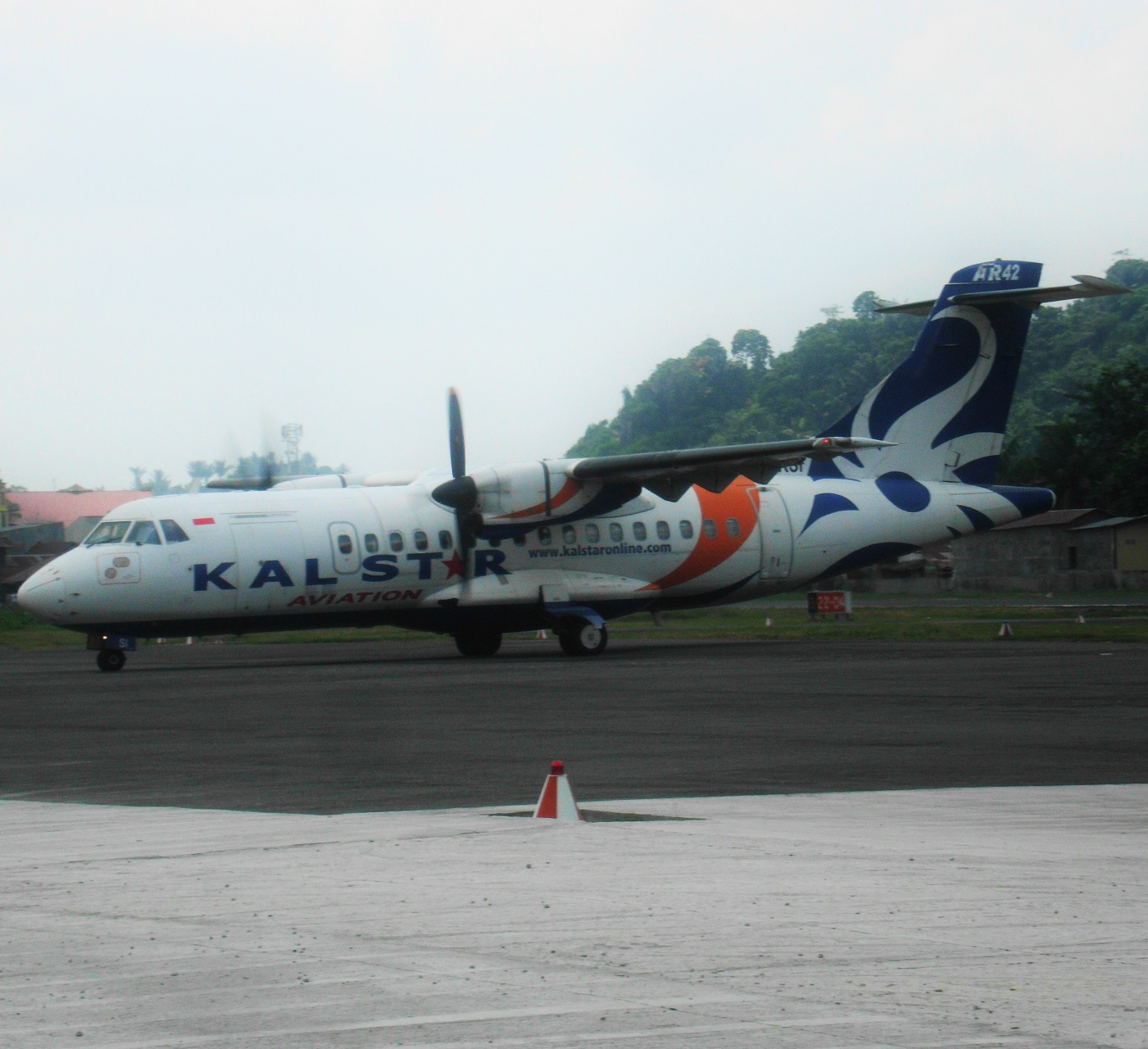
Un ATR 42 de Kal Star sur l'aéroport de Temindung à Samarinda

### Indonésie

#### Java
- Jakarta
- Surabaya
- Semarang
- Malang
- Solo

#### Kalimantan
- Balikpapan
- Banjarmasin
- Berau
- Ketapang
- Kota Baru
- Malinau
- Melak
- Nanga Pinoh (en)
- Nunukan
- Pangkalan Bun (en)
- Pontianak
- Putussibau
- Samarinda
- Sampit
- Sintang
- Tanjung Selor
- Tarakan

#### Îles Riau&Îles Bangka Belitung
- Bintan
- Matak
- Pangkal Pinang
- Tanjung Pandan

#### Wakatobi&Buton
- Wakatobi
- Tomia
- Bau-Bau

## Flotte
La flotte de Kalstar comprend en novembre 2014 les appareils suivants